# Lina Ramann

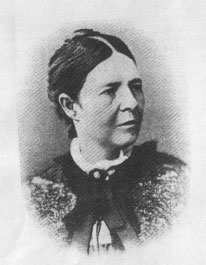
Lina Ramann

Lina Ramann, född 24 juni 1833 i Mainstockheim vid Kitzingen i Bayern, död 30 mars 1912 i München, var en tysk pianopedagog och musikolog. 
Ramann grundade det första musikseminariet för utbildning av kvinnliga pianopedagoger och utvecklade en tämligen betydande musiklitterär verksamhet, vars huvudresultat var biografin Franz Liszt als Künstler und Mensch (tre delar, 1880–94) och översättningen och utgivningen av Franz Liszts litterära verk.